# Jitzchak Kahan
Jitzchak (Yitzhak) Kahan (geboren 15. November 1913 in Brody, Österreich-Ungarn; gestorben 24. April 1985 in Haifa) war ein israelischer Jurist und Richter.

## Leben
Nach dem Schulbesuch studierte er an der Universität Lemberg Rechtswissenschaften und Ökonomie und wanderte 1935 in das britische Mandatsgebiet Palästina aus.
Am 7. Oktober 1970 wurde er zum Richter an das Oberste Gericht berufen.
Als Nachfolger von Moshe Landau wurde er 1982 zum Präsidenten des Obersten Gerichts ernannt und hatte dieses Amt bis zur Vollendung seines 70. Lebensjahres im November 1983 inne.
In dieser Funktion wurde er am 28. September 1982 von der Regierung unter Ministerpräsident Menachem Begin zum Vorsitzenden der nach ihm benannten Kahan-Kommission ernannt. Die neben ihm aus dem Richter am Obersten Gericht Aharon Barak sowie dem Generalmajor a. D. Yona Efrat bestehende Kommission sollte das Massaker von Sabra und Schatila untersuchen.
Er war Bruder des langjährigen Abgeordneten der Knesset und Vizeministers für Erziehung und Kultur, Kalman Kahana.